# Grilhão

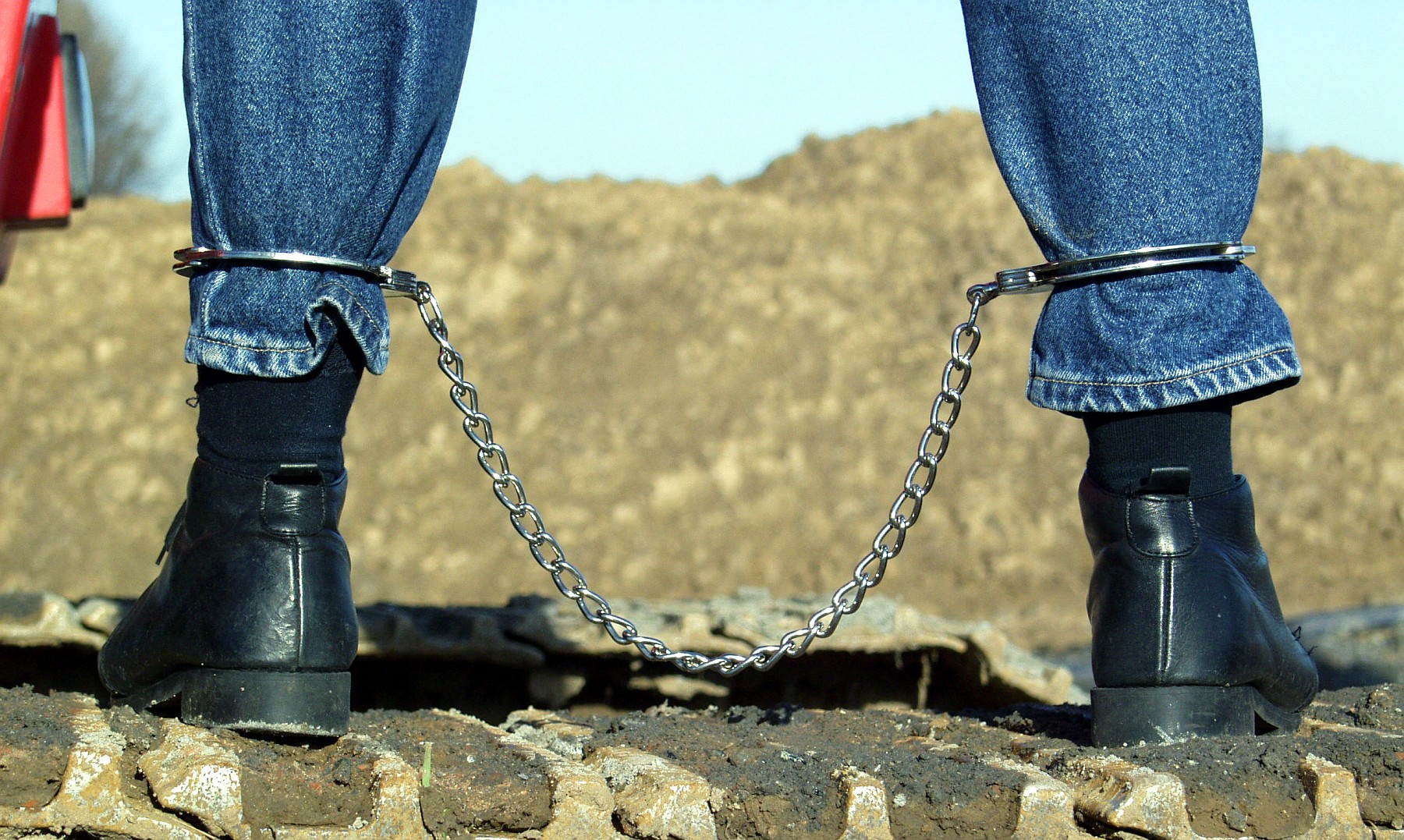
Modelo com grilhões.

Grilhões ou algema de pés são algemas usadas nos tornozelos de uma pessoa para permitir andar apenas com passadas restritas e para evitar corrida e resistência física efetiva.

## Estilos

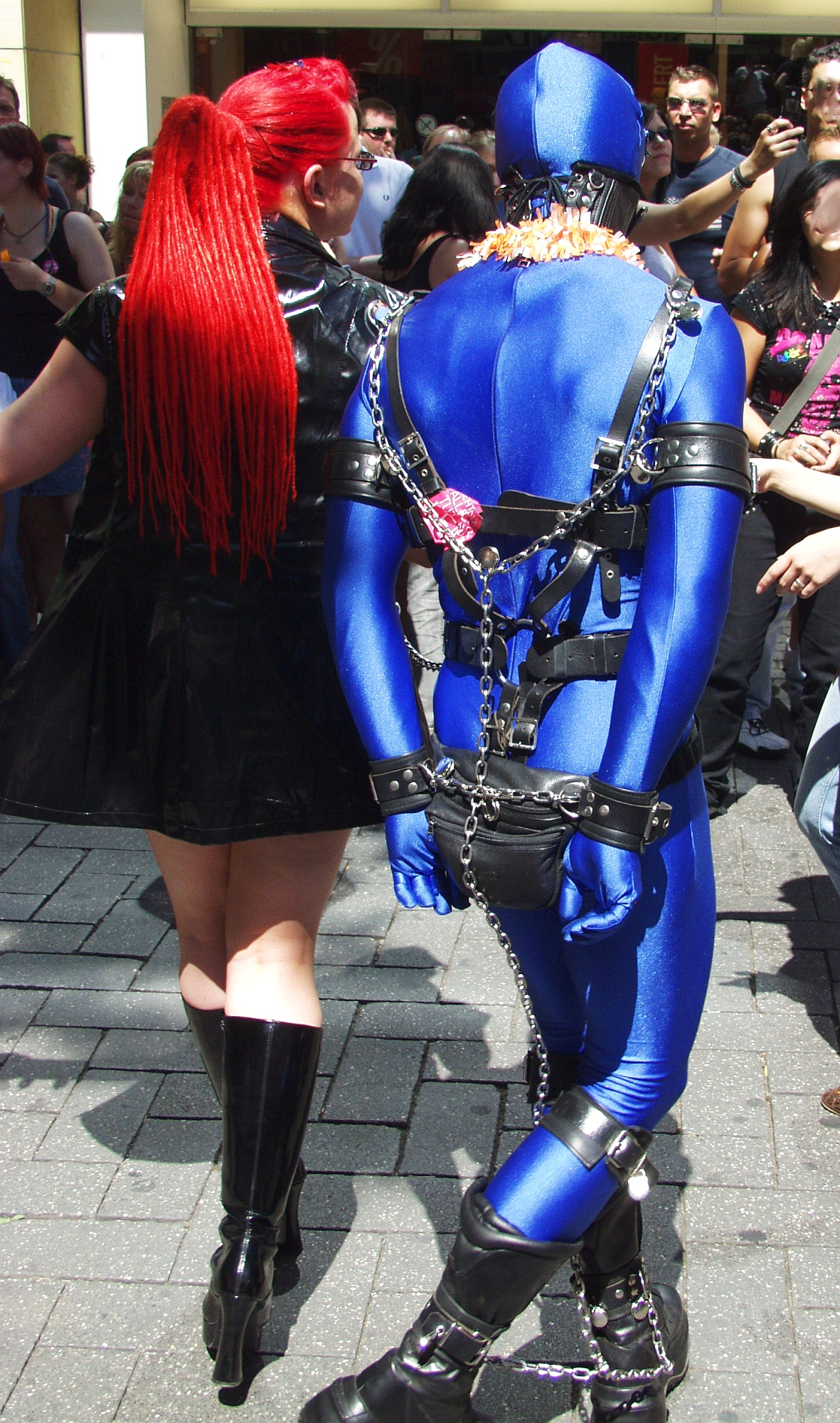
Homem grilhonado em público.

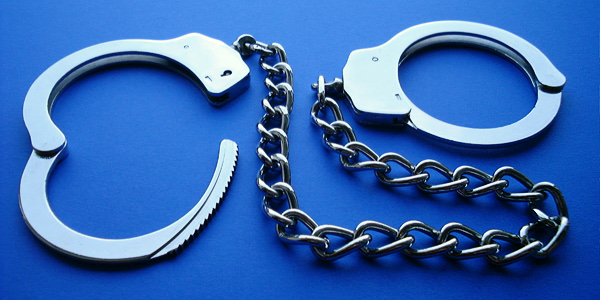
grilhões taiwanenses

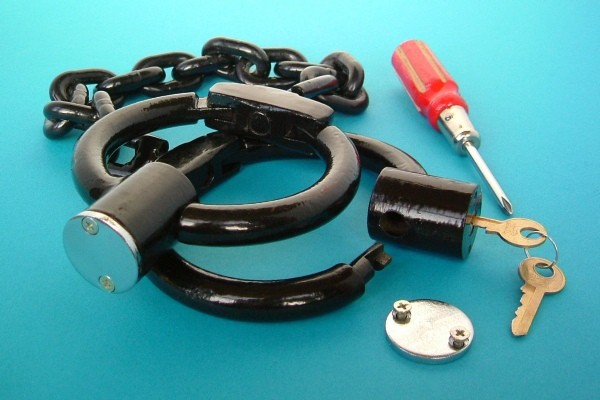
grilhões chineses

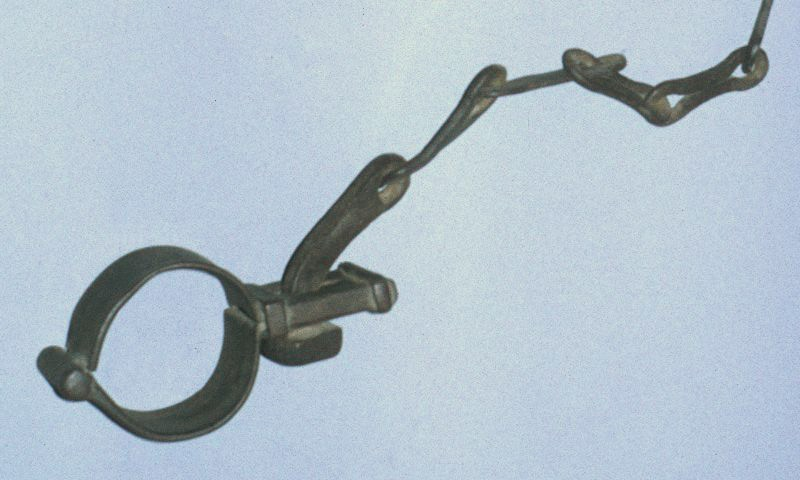
Grilhões de fechadura de copo, uns dos primeiros grilhões (descobertos em agosto de 1999)

Também existem grilhões como os grilhões de fechadura de copo, mas com pesos na ponta.

## Uso tradicional dos grilhões
Os grilhões foram utilizados desde tempos imemoriais para impedir os presos de se movimentarem livremente, de tal forma que passaram a simbolizar a opressão, como se pode ler no Hino nacional da França, no Hino da Independência do Brasil ou no Manifesto Comunista.
Os grilhões foram utilizados para o transporte de escravos, nas galés para manter os remadores (muitos condenados) no seus bancos, e quando os presos se tinham de movimentar foras das prisões ou penitenciarias.
Na banda desenhada os grilhões tornaram-se a imagem de marca do Irmãos Dalton do Lucky Luke.

## Proibições
Na Europa, somente os países fora da UE tem grilhões.